# Black Ink Verlag

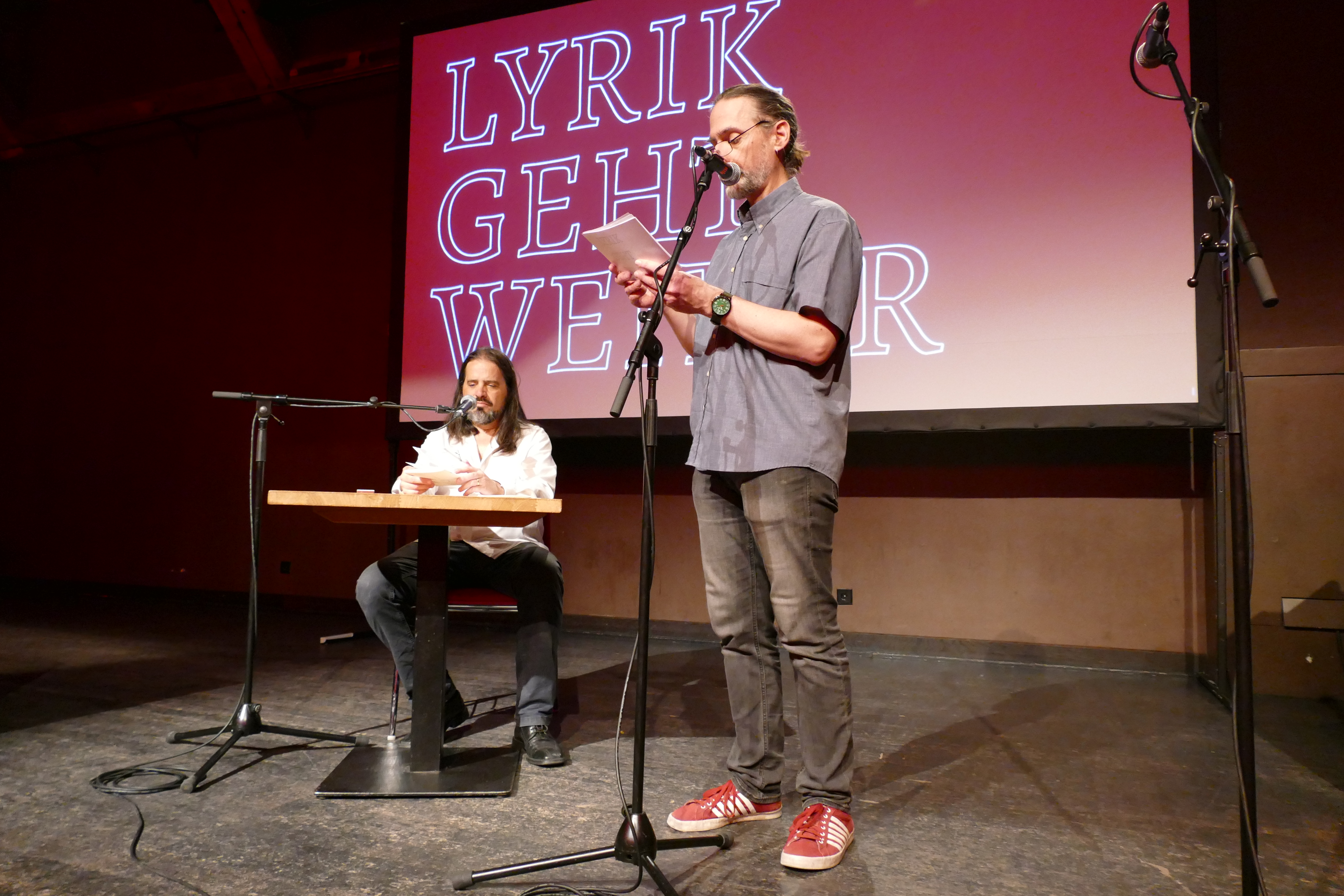
Nikolai Vogel und Kilian Fitzpatrick bei der Lesung Lyrik geht weiter anlässlich des dreißigjährigen Bestehens des Verlags

Der Black Ink Verlag ist ein deutscher Literaturverlag mit Sitz in Scheuring, Bayern. Als Independent-Verlag ist er der Kleinverlagsszene zuzurechnen. 1993 wurde der Verlag von den Autoren Nikolai Vogel und Kilian Fitzpatrick gegründet.
Neben den Verlagsgründern gehören Jürgen Bulla, Thomas Glatz, Paul Huf, Paul Jaeg und Christoph Schäferle zu den Autoren des Verlages. Ebenso erschien eine Neuausgabe von Arthur Schnitzlers Traumnovelle mit Variantenapparat. Seit 2006 dehnte Black Ink das Programm auf Hörbücher aus.
Seit 1997 veröffentlicht der Verlag auch Musik der Gruppierungen basement app., Mors Nidus Phoinicis und Pendulum. Das Programm besteht aus Musik-CDs ebenso wie aus Notendrucken.
Der Verlag veranstaltet seit 2003 die monatliche stattfindende Lesungsreihe Seasons II.
Die in Schwarz-Weiß gehaltene Website des Verlages enthält neben ihrem Katalog- und Informationscharakter Primärtexte der Verlagsautoren, die nicht in gedruckter Form publiziert wurden. Neuausgaben von Texten aus vergangenen Jahrhunderten werden ebenfalls auf diese Weise präsentiert.
Das Landsberger Tagblatt schrieb am 31. Dezember 1993 nach der Verlagsgründung: „Black Ink ist ein leidenschaftliches Textentdeckungsunternehmen, bei dem kommerzielle Interessen nicht im Vordergrund stehen, sondern der Austausch und die Zusammenarbeit von Autoren. Bestseller gibt's woanders.“